# 프랜시스 올덤 켈시

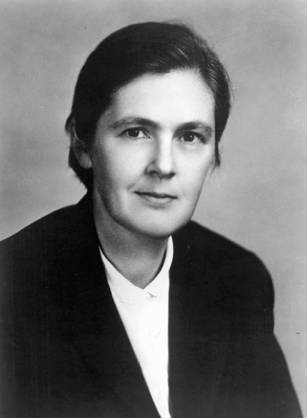
프랜시스 올덤 켈시

프랜시스 캐슬린 올덤 켈시(영어: Frances Kathleen Oldham Kelsey, 1914년 7월 24일 ~ 2015년 8월 7일)는 미국의 캐나다계 약리학자이다. 미국 내에서 탈리도마이드 약해를 최소화하여 막은 것으로 알려져 있다. 그녀는 미국 식품의약국 (FDA)의 심사관(reviewer)으로 담당한 수면제의 탈리도마이드의 미국 내 시판 허가를 안전성에 대한 의구심을 가져 약 1년간에 걸쳐 거절했다. 이 과정에서 탈리도마이드의 판매사인 그뤼넨탈의 공갈 협박에 시달렸지만 그럼에도 일절 굴하지 않았다. 그녀의 당초 우려는 약 1년 후에 탈리도마이드가 심각한 최기성을 갖는 것이 판명되었기 때문에 합법적인 것이 입증되었다. 켈시의 업적은 제약업계에 대한 FDA의 감독을 강화하는 법률의 성립에 영향을 주었다.그녀는 존 f. 케네디 대통령에게 저명한 연방 공무원에 관한 대통령 상을 수여받은 두번째 여성이다. 그리고 프랜시스 켈시의 이 공로로 인해 미국 식품의약국에서는 매해 미국 최우수 약사에게 그녀의 이름을 딴 켈시 상을 수여하도록 했다.

## 출생과 교육
켈시는 브리티시 컬럼비아, 쇼니건 레이크에서 태어나, 주도에 위치한 세인트 마가릿 스쿨에 출석하여 15세에 졸업하였다. 1930년부터 31년까지 빅토리아 컬리지에 출석하였고, 맥길 대학교에 입학하여 약리학에서 1934년 학사 학위를 1935년 석사 학위를 받았다. 켈시는 EMK 게일링(EMK Geiling) 박사에게 편지를 써서 졸업 후 일할 수 있는 직책을 요청하였다. 게일링은 프랜시스와 관련된 철자 관습을 알아차리지 못한 채 프랜시스가 남자라고 짐작하고 켈시에게 직책을 주었고, 켈시는 1936년에 일을 시작하였다.
켈시가 업무를 시작한 지 2년째가 되는 해 동안 게일링은 엘릭시르 설파닐아마이드(Elixir Sulfanilamide)와 관련된 비정상적인 사망의 원인을 연구하기 위하여 FDA에 고용되었다.그녀는 당시 FDA에서 약물을 검토하는 의사 7명과 파트타임 의사 4명 중 한 명이었다. FDA에서 그녀의 첫 번째 임무는 임산부의 입덧에 처방하기 위해 특정 적응증이있는 진정제 및 진통제로서의 탈리도마이드 약물에 대한 Richardson-Merrell의 신청서를 검토하는 것이었다. 진켈시는 게일링의 연구 프로젝트를 보좌하였고, 다이에틸렌 글라이콜을 용매로 사용한 것이 107명의 사망을 초래한 원인으로 밝혀졌다. 다음 해에 미국 의회는 연방 식품, 의약품, 화장품법을 1938년에 통과시켰다. 같은 해에 켈시는 자신의 연구를 완료하여 시카고 대학교에서 약리학 박사 학위를 받았다. 게일링과 연구하면서 그녀는 기형학과 선천성 장애를 유발하는 약품에 관심을 가지게 되었다.

## 같이 보기
- 유럽 의약품청